# Amphiascoides proximus
Amphiascoides proximus är en kräftdjursart som först beskrevs av T. Scott.  Amphiascoides proximus ingår i släktet Amphiascoides och familjen Diosaccidae. Inga underarter finns listade i Catalogue of Life.